# Theydon Garnon
Theydon Garnon – wieś i civil parish w Anglii, w hrabstwie Essex, w dystrykcie Epping Forest. Leży 26 km na zachód od miasta Chelmsford i 26 km na północny wschód od Londynu. W 2011 roku civil parish liczyła 121 mieszkańców.